# 資本家
資本家（しほんか）
1. 企業体に資本を提供し、最高意思決定能力を持ち、出資した範囲ですべての責任を負う人、そして、最終的に残った利益の配分にあずかる人。
2. 資本（自己増殖する価値の運動体）の人格化。（マルクス経済学で定義される概念。）

## マルクス経済学における「資本家」
マルクス経済学においては、資本家は資本の人格化という以上の意味をもたない。産業資本においては、生産手段と労働力を結合させることによって自己増殖する価値としての資本を形成し、産業資本家は、両要素を結合し、剰余価値を搾取しようと意思する人格である。利子生み資本においては、貨幣を運用することで価値の自己増殖をおこなわせ、利子生み資本家は、自己増殖のための運用を日夜考え実践する人格である。資本家が労働者を長時間働かせて絶対的剰余価値を搾取するのも、できるかぎり健康管理設備に投資をせずに不変資本を節約するのも、資本家が「悪人」だからではなく、資本という、あくなき剰余価値の追求者であるからにすぎない、というのが、マルクス経済学の考えである。

## 『資本論』の時代の「資本家」
カール・マルクスの資本論においては、資本家は価値の自己増殖運動体である資本の人格化として説明され、実際にカール・マルクスが観察した19世紀のイギリス経済においては、個人的経営の産業資本家が中心で、工場主＝資本家としてとらえることにほとんど不都合はなかった。また、もともと中世都市の商工業的中産階級、すなわち都市民を意味する「ブルジョワジー」のなかから、近代になって産業資本家に転じる者が生まれたので、マルクス主義においては「資本家＝ブルジョワジー」として扱われることが多くなった。マルクスの時代には、資本家は個人として明瞭に認識され、階級としての存在も認識されやすかった。
株式会社が発展し、資本の蓄積と発展の結果である自由資本主義が成立すると、資金を提供する株主が増大し統一した意思決定を行うことが難しく、そして、時間がかかるようになった、それを受けて、自分たちとは別に経営者を選出し経営をその人々にまかせる、いわゆる「資本と経営の分離」がすすんだ。また、小株主などが大量に生まれるようになった。この事態をうけて、マルクスの「資本家」「資本家階級」概念が妥当しなくなったという批判も生まれた。これに対して、「資本と経営の分離」「小株主の乱立」は、個人経営者が産業資本家であるという19世紀型の資本家像が解体しただけで、資本の人格化として生産手段の所有や管理への決定をおこなえる人間・階級は存在する、とする反論がある。

## 現代日本の資本家階級
大橋隆憲著『日本の階級構成』（岩波書店・1971年）によれば、1950年の日本の資本家階級の数は、68万人（1.9％）。総務省統計などから算出したデータによれば1995年における日本のなかでの資本家階級の数は286万人（4.3％）とされる。